# Fluch von Novgorod
Fluch von Novgorod (litt. « la malédiction de Novgorod ») sont des montagnes russes lancées de type Euro-Fighter situées à Hansa-Park, en Allemagne. Le parcours se compose d'une partie de parcours scénique, d'une partie à l'extérieur et d'une partie de montagnes russes enfermées.

## Particularités
Pour la première fois, des trains adaptés à la fois à un lift hill et à une accélération avec un moteur linéaire synchrone ont été construits. Ce sont aussi les premières montagnes russes de type Euro-Fighter à être des montagnes russes lancées. Le constructeur a appelé ce type de montagnes russes Launched Euro-Fighter. Avec une pente de 97 degrés, ce sont les montagnes russes les plus inclinées d'Allemagne et les montagnes russes enfermées les plus inclinées au monde.

## Parcours

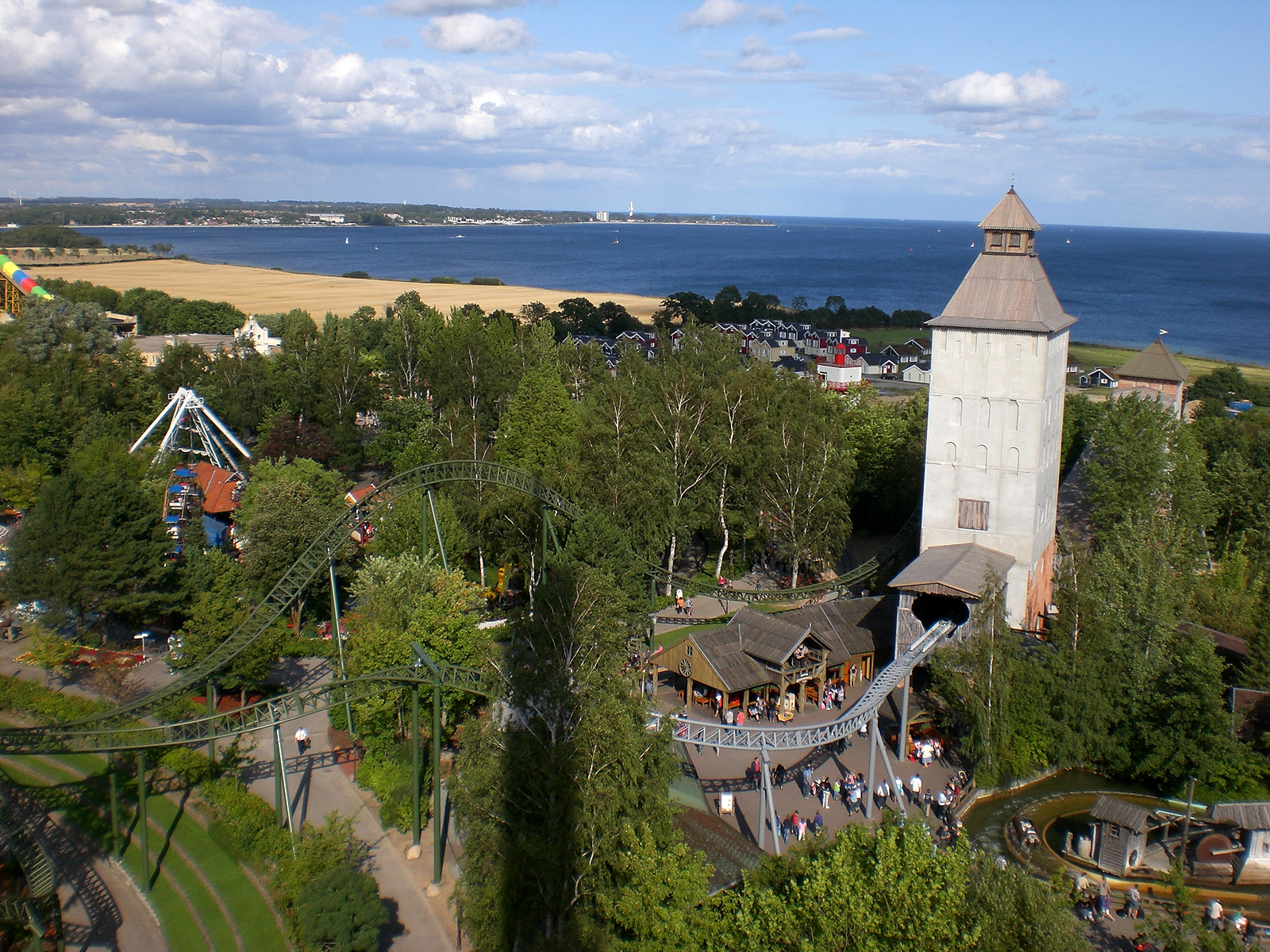
Vue d'ensemble de l'attraction, avec la mer Baltique en arrière-plan.

Fluch von Novgorod se passe autour d'une reproduction du kremlin de Novgorod, une ville du Nord-Ouest de la Russie. Le train est accéléré de 20 à 100 km/h avec un moteur linéaire synchrone dans le noir et fait un top hat à l'extérieur, où les passagers ressentent un airtime de -1,5 g. Dans la partie intérieure, le train monte un lift hill incliné à 90 degrés, et le redescend incliné à 97 degrés. La seule inversion du parcours est un heartline roll.

## Trains
Les trains ont deux wagons. Les passagers sont placés à quatre sur un seul rang pour un total de 8 passagers par train.